# Abraham Sofaer
Abraham Sofaer est un acteur américain, né le 1er octobre 1896 à Rangoun (Inde britannique - aujourd'hui Birmanie puis Myanmar) et mort le 21 janvier 1988 à Woodland Hills (Los Angeles).

## Filmographie
- 1931 : Stamboul : Mahmed Pasha
- 1931 : Dreyfus : Dubois
- 1931 : The House Opposite : Fahmy
- 1932 : Insult : Ali Ben Achmed
- 1932 : The Flying Squad (en) : Li Yoseph
- 1932 : The Flag Lieutenant : Meheti Salos
- 1933 : Le Juif errant (The Wandering Jew) : Membre de l'Inquisition
- 1933 : High Finance : Myers
- 1933 : Long Live the King : Alexis
- 1933 : Little Miss Nobody : Mr. Beal
- 1933 : Ask Beccles : Baki
- 1933 : Trouble : Ali
- 1933 : Karma : L'homme saint
- 1934 : Oh No Doctor! : Skelton
- 1934 : Nell Gwyn (en)
- 1934 : The Admiral's Secret : Don Pablo y Gonzales
- 1934 : La Vie privée de Don Juan (The Private Life of Don Juan) : Libraire
- 1936 : Les Mondes futurs (Things to Come) : Le juif
- 1936 : Rembrandt : Dr Menasseh
- 1939 : A People Eternal
- 1939 : The Switchback (TV)
- 1939 : Cæsar's Friend (TV) : Annas
- 1939 : The Deacon and the Jewess (TV) : Benedict The Pointer, juif d'Oxford
- 1939 : The Great Adventure (TV) : Ebag
- 1941 : Radio libre (Freedom Radio) : Heini
- 1941 : Crook's Tour : Ali
- 1946 : Dual Alibi : Juge français
- 1946 : The Man with the Cloak Full of Holes (TV)
- 1946 : Une question de vie ou de mort (A Matter of Life and Death) : Le Juge
- 1947 : Dim'at Ha'Nehamah Ha'Gedolah
- 1947 : Le Fantôme de Berkeley Square (The Ghosts of Berkeley Square) : Lord Beaconsfield, Benjamin Disraeli
- 1947 : Le Marchand de Venise (The Merchant of Venice) (TV) : Shylock
- 1948 : Calling Paul Temple : Dr Kohima
- 1949 : Christophe Colomb (Christopher Columbus) : Luis de Santangel
- 1950 : La Route du Caire (Cairo Road) : Commandant
- 1951 : Pandora (Pandora and the Flying Dutchman) : Juge
- 1951 : Quo Vadis : Paul
- 1952 : Judgment Deferred : Chancelier
- 1954 : Le Roi des îles (His Majesty O'Keefe) de Byron Haskin : Fatumak
- 1954 : Quand la Marabunta gronde (The Naked Jungle) : Incacha
- 1954 : La Piste des éléphants (Elephant Walk) de William Dieterle : Appuhamy
- 1955 : Out of the Clouds : Indien
- 1956 : La Croisée des destins (Bhowani Junction) : Surabhai
- 1956 : Attaque à l'aube (en) (The First Texan) : Don Carlos (magistrat)
- 1957 : Les Amours d'Omar Khayyam (Omar Khayyam) : Tutush
- 1957 : L'Histoire de l'humanité (The Story of Mankind) : Chef indien
- 1957 : P'tite Tête de troufion (The Sad Sack) : Hassim
- 1962 : Taras Bulba : Abbot
- 1963 : Capitaine Sinbad : Galgo
- 1963 : Trio de terreur (Twice-Told Tales) de Sidney Salkow : Prof. Pietro Baglioni
- 1963 : Quatre du Texas (4 for Texas) : Membre du conseil d'administration de la banque
- 1965 : La Plus Grande Histoire jamais contée (The Greatest Story Ever Told) : Joseph d'Arimathie
- 1967 : Journey to the Center of Time (en) de David L. Hewitt (en) : Dr. « Doc » Gordon
- 1968 : Head : Swami
- 1968 : Star Trek : épisode Au-delà du Far West : Voix du Melkotien
- 1969 : Che ! : Pablo Rojas
- 1969 : Justine : Propriétaire
- 1970 : Chisum : Chef blanc Buffalo